# Hirasa lihsiensis
Hirasa lihsiensis là một loài bướm đêm trong họ Geometridae.